# Ctenophora yezoana
Ctenophora yezoana är en tvåvingeart som beskrevs av Matsumura 1906. Ctenophora yezoana ingår i släktet Ctenophora och familjen storharkrankar. Inga underarter finns listade i Catalogue of Life.